# Rasmus Thelander
Rasmus Thelander (* 9. Juli 1991 in Kopenhagen) ist ein dänischer Fußballspieler und steht momentan bei Silkeborg IF unter Vertrag.

## Karriere

### Verein
Thelander spielte in seiner Jugend bei Herlev IF und wechselte später in die Jugendmannschaften von Akademisk Boldklub. Am 6. Juni 2010 gab Thelander im Spiel in der Saison 2009/10 sein Debüt in der zweiten dänischen Liga. Bis 2012 kam er für den Verein zu 41 Einsätzen sowie drei Toren, verpasste mit dem Verein allerdings den Aufstieg in die Superliga. Im Sommer 2012 wechselte Thelander in die Superliga zu Aalborg BK und wurde mit den Nordjüten 2014 Meister sowie Pokalsieger. In der Saison 2014/15 spielte er mit dem Verein auch in der UEFA Europa League, in dem man im Sechzehntelfinale gegen den FC Brügge ausschied. 2015 wechselte er nach Griechenland zu Panathinaikos Athen und wurde mit dem Hauptstadtverein im ersten Jahr Vizemeister. Zur Saison 2017/18 ging Thelander in die Schweiz und schloss sich dem FC Zürich an. Dabei gewann er mit den Zürchern den Schweizer Pokal. Nur ein Jahr später wechselte er in die Niederlande zu Vitesse Arnheim an und unterschrieb einen Dreijahresvertrag. Bereits nach einem Jahr verließ er den Verein wieder und wechselte zurück nach Dänemark zum Aalborg BK. Nach drei Jahren zog es ihn dann weiter zum ungarischen Erstligisten Ferencváros Budapest, aber nach nur sieben Pflichtspielen kehrte er im November 2022 erneut zum Aalborg BK zurück. Von dort wechselte er Anfang September 2024 zum Ligakonkurrenten Silkeborg IF.

### Nationalmannschaft
Von 2009 bis 2012 absolvierte Thelander absolvierte drei Partien für diverse dänische Jugendnationalmannschaften.

## Erfolge
- Dänischer Meister: 2014
- Dänischer Pokalsieger: 2014
- Schweizer Pokalsieger: 2018